# Eickeloh
Eickeloh er en kommune i Samtgemeinde Ahlden i Landkreis Heidekreis i den centrale del af den tyske delstat Niedersachsen. Kommunen har et areal på 13,20 km², og et indbyggertal på godt 800 mennesker (2013).

## Geografi
Eickeloh ligger mellem Walsrode og Hannover, hvor floderne Aller og Leine løber sammen.
Eickeloh ligger på den Nordtyske Slette i udløbere af Lüneburger Heide.